# طاووس هندي
الطاووس الهندي أو الطاووس الأزرق (Pavo cristatus) هو أكبر الطيور ذات الريش زاهي الألوان، وينتمي لعائلة الدراج، تعود أصوله إلى جنوب آسيا، لكنه يعتبر من الطيور نصف-الداجنة في أنحاء أخرى من العالم. غالباً ما يكون الطاووس الذكر أزرق اللون ذا ذيل يشبه المروحة (السلكية) ينتهي بريش ملون ذي بقع كبيرة كالعيون الملونة. تبدو هذه الريشات صلبة قاسية إذ ترتفع مهتزة أثناء فترة التزاوج. أما الأنثى، فليس لها مثل هذا الذيل، بل لها رقبة خضراء أقصر من رقبة الذكر، كما أن ريشها بني اللون. تجد هذه الطيور عادة تتمشى على الأرض في الغابات المفتوحة أو في المزارع، تبحث عن غذاء من الحبوب والتوت، كما أنها قد تأكل الأفاعي والسحالي والقوارض الصغيرة. أصوات الطاووس الهندي العالية تجعل اكتشاف مواقعها أمراً سهلاً، فتكون عرضة لافتراس الحيوانات الضارية كالنمر. تبحث الطواويس الهندية عن غذائها على الأرض في مجموعات صغيرة وغالباً ما تحاول الهرب ركضاً بين الشجيرات وتتجنب الطيران. لكنها تطير إلى أعالي الأشجار لتستريح. تحتفي الميثولوجيا الهندية والميثولوجيا الإغريقية بهذا الطائر وهو الطائر الوطني للهند.

## الوصف

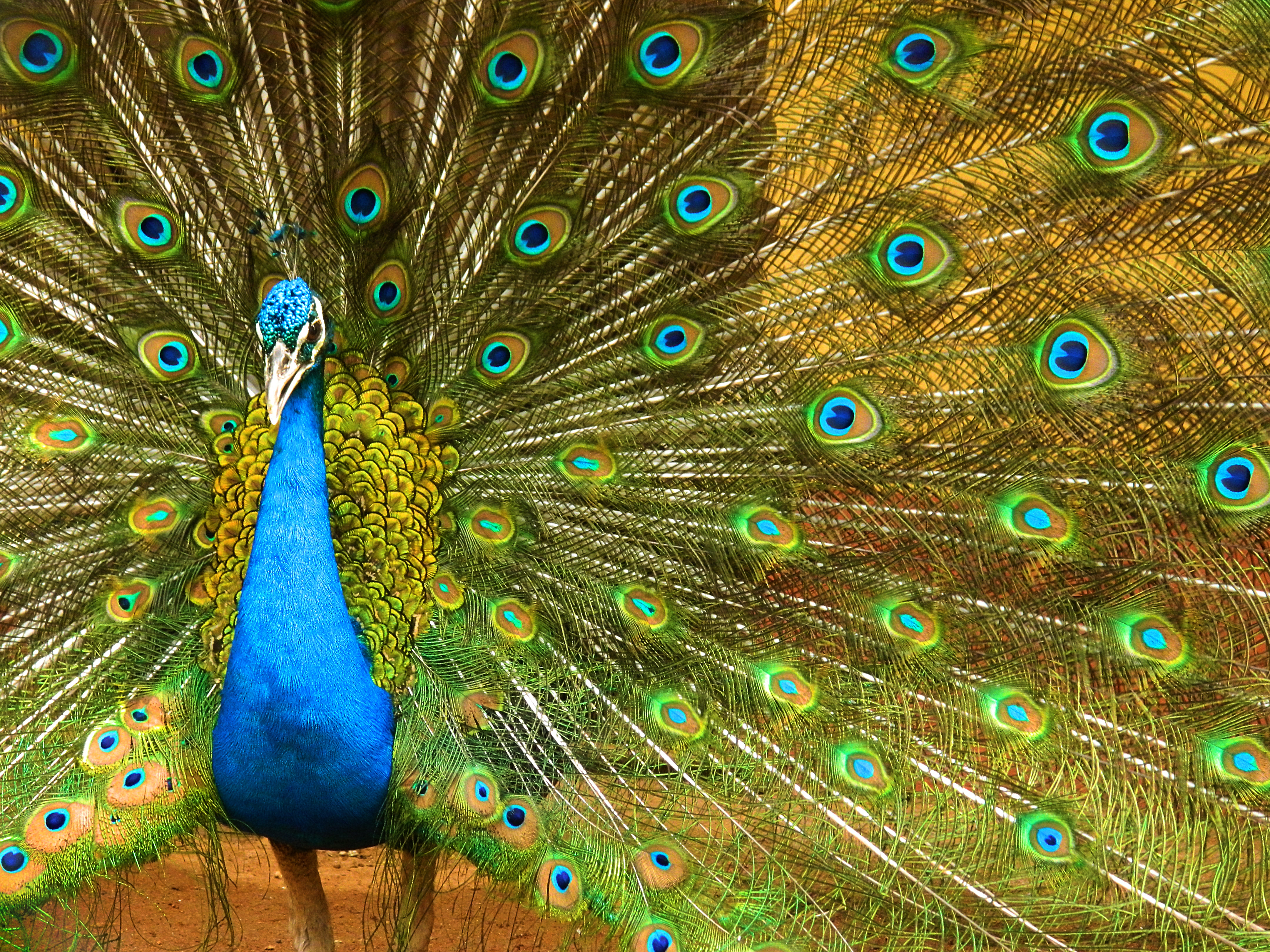
الجزء العلوي من ذيل الطاووس الذكر

ذكر الطاووس الهندي طير كبير يتراوح طوله من منقاره حتى نهاية ذيله من 100 إلى 115 سم (40-46 إنش) ويزن 4-6 كغم (6-8.8 أونصة). أما الإناث فهي أصغر حجماً يصل طولها إلى 95 سم (38 إنش) وتزن 2.75-4 كغم (6-8 أونصة). ويعتبر الطاووس الهندي الأكبر والأضخم بين طيور السماني

## الموطن والتواجد
يتواجد الطاووس الهندي في كافة أنحاء شبه القارة الهندية، كما يتواجد في المناطق المنخفضة الأقل جفافاً في سريلانكا. في جنوب آسيا، يعيش الطاووس الهندي في المناطق التي يقل ارتفاعها عن 1800 متر، لكن يمكن رؤيته على ارتفاع 2000 متر في حالات نادرة. يعيش الطاووس الهندي في الغابات النفضية الجافة والرطبة، ولكن يمكنه التكيّف للعيش في المناطق المزروعة وحول مساكن البشر، وعادة ما يتم العثور عليه حيثما تتوفر المياه. وفي أجزاء كثيرة من شمالي الهند، يتم حماية الطاووس الهندسي بناءً على معتقدات دينية، لذلك تراها تتجول حول القرى والبلدات طلباً للغذاء وفضلات الطعام.
يعتقد البعض أن الطاووس الهندي انتقل إلى أوروبا بواسطة الإسكندر الأكبر،، في حين يعتقد آخرون أن الطاووس قد أحضر إلى أثينا حوالي عام 450 قبل الميلاد أو ربما قبل ذلك.. وانتشر الطاووس الهندي في أنحاء عديد من العالم منذ ذلك الوقت، وقد أصبح طائراً برياً في بعض المناطق.

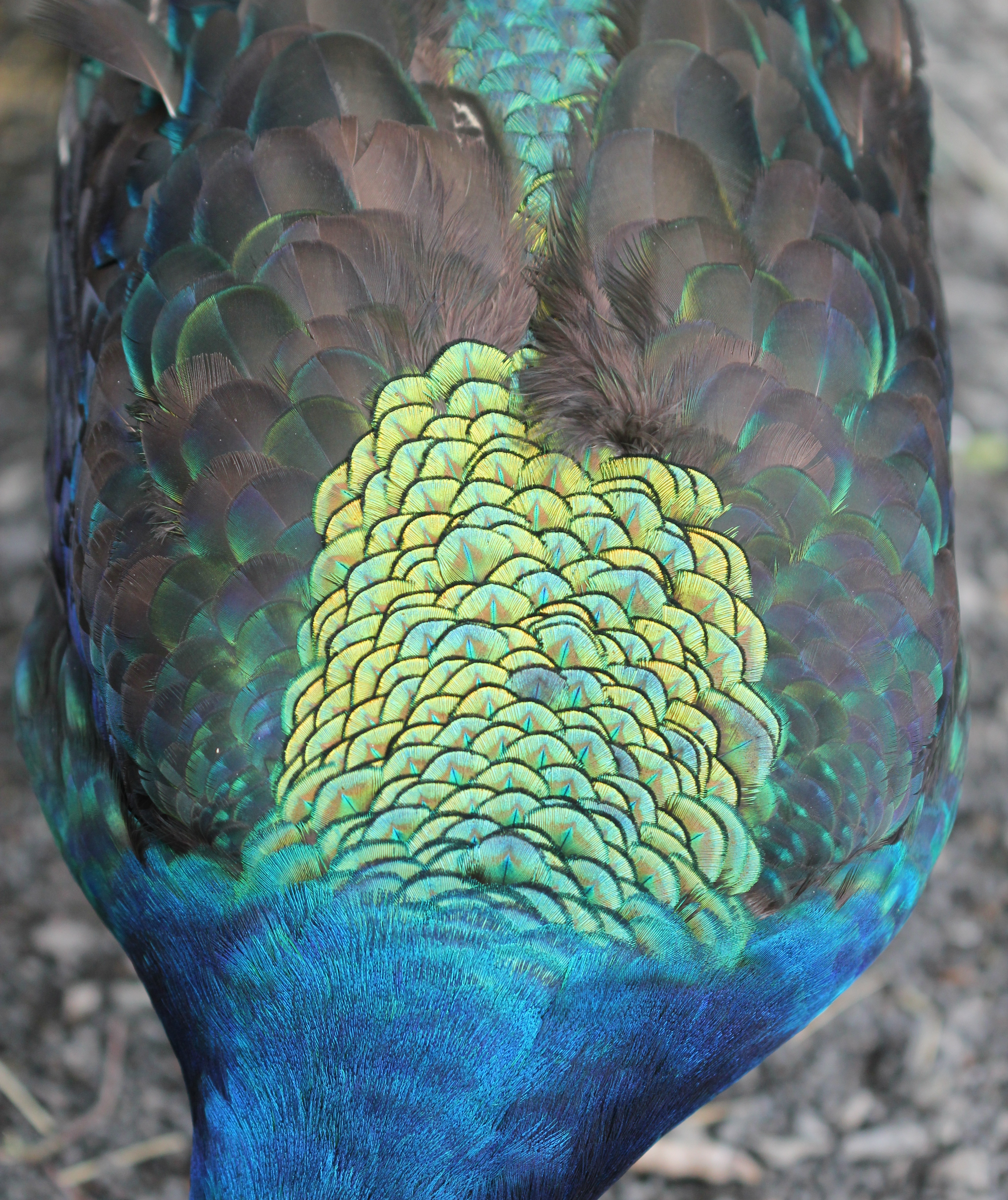
ظهر الطاووس أسود الأكتاف

## روابط خارجية
- حقائق عن حياة الطيور بأنواعها
- gbwf.org - الطاووس الهندي الأزرق
- الطاووس الهندي، فيديوهات وملفات صوتية وصور
- شاهد المزيد من مقاطع الفيديو عن الطاووس، من أرشيف BBC "الباحث عن الحياة البرية"
- أول عملية تدجين مسجلة عن الحياة البرية في أفريقيا نسخة محفوظة 7 نوفمبر 2017 على موقع واي باك مشين.